# ゼットランド侯爵
ゼットランド侯爵（英語: Marquess of Zetland）は、イギリスの侯爵位。連合王国貴族爵位。
カースのダンダス準男爵、ダンダス男爵、ゼットランド伯爵を前身とし、第3代ゼットランド伯爵ローレンス・ダンダスが1892年に叙されたことに始まる。

## 歴史
ダンダス家の祖ローレンス・ダンダス(1710–1781)は、1745年のジャコバイトの反乱鎮圧戦争と1756年から1763年にかけての七年戦争において英国陸軍に商品を提供することで財を築いた。庶民院議員として政界でも活躍し、1762年11月23日にはグレートブリテン準男爵位「リンリスゴー州におけるカースのダンダス準男爵(Baronet, of Kerse in the County of Linlithgow)」に叙せられた。
その長男である第2代準男爵サー・トマス・ダンダス(1741–1820)もホイッグ党の庶民院議員として活躍し、1794年8月13日にはグレートブリテン貴族爵位「ヨーク州におけるノース・ヨークシャー・アスクのダンダス男爵 (Baron Dundas, of Aske, North Yorkshire in the County of York)」に叙せられた。これが貴族としてのダンダス家の始まりである。
その息子ローレンス・ダンダス(1766–1839)も襲爵前にホイッグ党の庶民院議員を務め、1820年に父から第2代ダンダス男爵位を継承し、さらに晩年の1838年7月2日に連合王国貴族爵位「ゼットランド伯爵(Earl of Zetland)」に叙せられた。
その長男である2代ゼットランド伯爵トマス・ダンダス(1795–1873)には子供がなかったため、3代ゼットランド伯爵位は初代伯の末子の長男であるローレンス・ダンダス(1844–1929)が継承した。彼は自由党の政治家として自由党政権期の1889年から1892年にかけてアイルランド総督を務め、1892年8月22日には「オークニー及びゼットランド州におけるロナルドセイ伯爵 (Earl of Ronaldshay, in the County of Orkney and Zetland)」と「ゼットランド侯爵(Marquess of Zetland)」に叙せられた。
その息子である第2代ゼットランド侯爵ローレンス・ジョン・ラムリー・ダンダス (1876–1961)は、保守党の政治家として保守党政権期の1935年から1940年にかけて植民地インドの事務を司るインド大臣(インド・ビルマ担当大臣)を務めている。
彼の死後、その長男であるローレンス・アルフレッド・マーヴィン・ダンダス(1908–1989)が第3代ゼットランド侯爵位を継承した。彼の死後は、その長男ローレンス・マーク・ダンダス(1937-)が4代侯爵位を継承し、2015年現在も彼が当主である。
一族の本邸はノース・ヨークシャーのリッチモンドにあるアスク・ホールである。同邸宅は1763年に初代準男爵ローレンス・ダンダスが購入して以来、2015年現在に至るまでダンダス家が所有し続けている。ただし3代ゼットランド侯爵ローレンスの代の1962年から1963年にかけて屋敷の規模を縮小改築している。

## 現当主の保有爵位
現当主の第4代ゼットランド侯爵マーク・ダンダスは、以下の爵位・準男爵位を有する。
- 第4代ゼットランド侯爵(4th Marquess of Zetland)
（1892年9月22日の勅許状による連合王国貴族爵位）
- 第6代ゼットランド伯爵(6th Earl of Zetland)
（1838年7月2日の勅許状による連合王国貴族爵位）
- 第4代ロナルドセイ伯爵(4th Earl of Ronaldshay)
（1892年9月22日の勅許状による連合王国貴族爵位）
- 第7代ヨーク州アスクのダンダス男爵(7th Baron Dundas, of Aske in the County of York)
（1794年8月13日の勅許状によるグレートブリテン貴族爵位）
- 第8代（カースの）準男爵(8th Baronet, of Kerse)
（1762年11月16日の勅許状によるグレートブリテン準男爵位）

## 歴代当主一覧

### カースのダンダス準男爵 (1762年)
- 初代準男爵サー・ローレンス・ダンダス（英語版） (1710–1781)
- 2代準男爵サー・トマス・ダンダス（英語版） (1741–1820) (1794年にダンダス男爵に叙される)

### ダンダス男爵 (1794年)
- 初代ダンダス男爵トマス・ダンダス（英語版） (1741–1820)
- 2代ダンダス男爵ローレンス・ダンダス（英語版） (1766–1839) (1838年にゼットランド伯爵に叙される)

### ゼットランド伯 (1838年)
- 初代ゼットランド伯ローレンス・ダンダス（英語版） (1766–1839)
- 2代ゼットランド伯トマス・ダンダス (1795–1873)

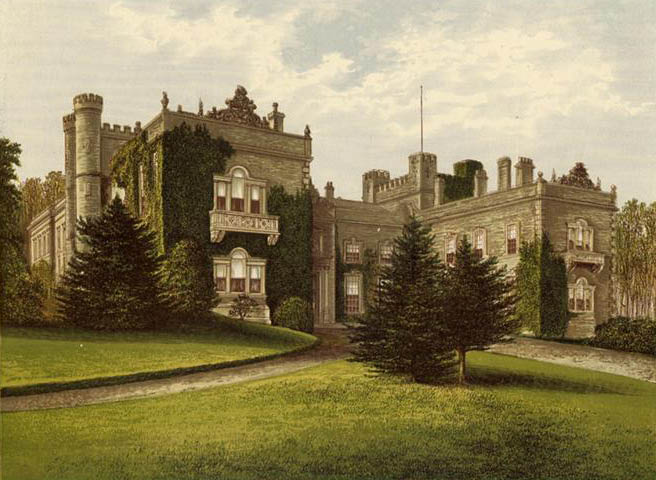
1880年に描かれたゼットランド伯爵ダンダス家の本邸アスク・ホール

- 3代ゼットランド伯ローレンス・ダンダス (1844–1929) (1892年にゼットランド侯爵に叙される)

### ゼットランド侯 (1892年)
- 初代ゼットランド侯ローレンス・ダンダス (1844–1929)
- 2代ゼットランド侯ローレンス・ジョン・ラムリー・ダンダス (1876–1961)
- 3代ゼットランド侯ローレンス・アルフレッド・マーヴィン・ダンダス（英語版） (1908–1989)
- 4代ゼットランド侯ローレンス・マーク・ダンダス（英語版） (1937-)
  - 法定推定相続人は現当主の長男ロナルドシー伯(儀礼称号)ロビン・ローレンス・ダンダス（英語版）(1965-)である